# Arsène Heitz
Arsène Heitz fue un pintor nacido en Estrasburgo, que trabajó de 1950 a 1955 en el proyecto de la actual bandera de la Unión Europea. Es coautor de la Bandera de Europa (en colaboración con Paul M. G. Lévy).
Heitz trabajó en el servicio postal del Consejo de Europa mientras se elegía la bandera entre 1950 y 1955, y presentó 21 de los 101 diseños que se conservan en los Archivos del Consejo de Europa.
Propuso, entre otros dibujos, un círculo de quince estrellas amarillas sobre un fondo azul; inspirada en el halo de doce estrellas de la Virgen María, la Reina del Cielo del Libro de Apocalipsis, a menudo retratada en el arte mariano católico, que se puede ver en el Rosetón que el Consejo de Europa donó a la Catedral de Estrasburgo en 1953. De hecho, propuso un diseño con "una corona de 12 estrellas doradas con 5 rayos, sus puntas no se tocan".
Su bandera con doce estrellas fue finalmente adoptada por el Consejo, y el diseño fue finalizado por Paul Michel Gabriel Lévy.
Arsène Heitz, quien diseñó principalmente la bandera europea en 1955, le dijo a la revista Lourdes que su inspiración había sido la referencia en el Libro de Apocalipsis, la sección final del Nuevo Testamento, a "una mujer vestida del sol ... y una corona de doce estrellas en su cabeza "(Apocalipsis 12: 1).
Era un católico devoto que pertenecía a la Orden de la Medalla Milagrosa, que pudo haber influido en sus puntos de vista sobre el simbolismo de las 12 estrellas. La mayoría de los fundadores de la Unión Europea, Konrad Adenauer, Jacques Delors, Alcide de Gasperi y Robert Schuman, también eran católicos devotos.